# Sphaerotheciella pinnata
Sphaerotheciella pinnata är en bladmossart som beskrevs av Monte Gregg Manuel 1977. Sphaerotheciella pinnata ingår i släktet Sphaerotheciella och familjen Cryphaeaceae. Inga underarter finns listade i Catalogue of Life.